# Thecostraca
Thecostraca — підклас ракоподібних класу Щелепоногі (Maxillopoda). Містить близько 1320 описаних видів. Багато видів у дорослому стані є сидячими або паразитарними, але усі мають планктонні личинки.

## Класифікація
Підклас Thecostraca Gruvel, 1905
- Інфраклас Facetotecta(інші мови) Grygier, 1985 містить єдиний рід — Hansenocaris(інші мови), відомий тільки по крихітних планктонних наупліях званих "у-личинки". Ці личинки не мають відомої дорослої форми, хоча є підозра, що вони паразити, і їх близькість є невизначеною. Деякі дослідники вважають, що вони можуть бути личинками Tantulocarida(інші мови) (без личинок тантулокариди не відомі, так що цей факт може вирішити дві загадки відразу).[1]
- Інфраклас Ascothoracida Lacaze-Duthiers, 1880 містить близько 100 видів, всі паразити кишковопорожнинних і голкошкірих. [2]
  - Ряд Laurida(інші мови) Grygier, 1987
  - Ряд Dendrogastrida(інші мови) Grygier, 1987
- Інфраклас Cirripedia Burmeister, 1834 найбільша підгрупа, що становить близько 1220 відомих видів[3].
  - Надряд Acrothoracica(інші мови) Gruvel, 1905
    - Ряд Pygophora(інші мови) Berndt, 1907
    - Ряд Apygophora(інші мови) Berndt, 1907

  - Надряд Rhizocephala(інші мови) Müller, 1862
    - Ряд Kentrogonida(інші мови) Delage, 1884
    - Ряд Akentrogonida(інші мови) Häfele, 1911

  - Надряд Thoracica(інші мови) Darwin, 1854
    - Ряд Pedunculata(інші мови) Lamarck, 1818
    - Ряд Sessilia(інші мови) Lamarck, 1818